# موریگائون
موریگائون (به انگلیسی: Morigaon) یک منطقهٔ مسکونی در هند است که در بخش موریگائون واقع شده‌است. موریگائون ۲۹٬۱۶۴ نفر جمعیت دارد.